# XML User Interface Language
XML User Interface Language (XUL) ist eine auf XML-basierende Beschreibungssprache für grafische Benutzeroberflächen (GUIs). Sie wurde ursprünglich für das Mozilla-Projekt entwickelt, aber auch von anderer Software genutzt. In Mozilla-Anwendungen, wie Firefox, Thunderbird, SeaMonkey oder Netscape, wird bzw. wurde die Benutzeroberfläche mit Hilfe von XUL erzeugt, wobei die Gecko-Rendering-Engine genutzt wird, die auch für die Darstellung von Webseiten verwendet wird.
XUL gilt inzwischen als veraltet. Im Firefox-Browser können seit Ende 2017 keine XUL-basierten Erweiterungen mehr installiert werden. 2019 begannen Mozilla-Entwickler, XUL-Elemente der Benutzeroberfläche weitgehend durch gewöhnliche HTML-Elemente zu ersetzen, wie sie auch von Webseiten verwendet werden.
Der Firefox-Ableger Pale Moon besitzt mit Goanna einen Fork der ursprünglichen Gecko-Rendering-Engine, in der weiterhin XUL unterstützt wird.

## Eigenschaften
XUL erlaubt die Trennung von Layout, Design und Programmcode einer Benutzeroberfläche. Das Layout und damit der grobe Aufbau der Benutzeroberfläche (wie Schaltflächen, Eingabefelder und andere Steuerelemente) wird in XUL festgelegt, während die Darstellung (konkrete Schriftarten, Farben, Linienstile usw.) mit CSS definiert wird. Unterschiedliche Themes (Skins), auch zum Nachempfinden des Aussehens unterschiedlicher Betriebssysteme, können dann relativ einfach durch Auswechseln der CSS-Stile erzeugt werden.
Dadurch, dass XUL-Dateien nicht kompiliert, sondern zur Laufzeit interpretiert werden, ist es auch möglich, als Anwender die Benutzeroberfläche nach eigenen Wünschen zu bearbeiten und zu erweitern, was in Mozilla-Programmen prinzipiell auch automatisiert durch installierbare Add-ons erfolgen kann. Dies war zum Beispiel im Firefox-Browser bis zur Version 56 möglich, seitdem funktionieren nur noch Erweiterungen, die das modernere, aber restriktivere WebExtensions-Format nutzen.
Die Erstellung neuer Oberflächen in XUL ist einfacher und weniger zeitaufwendig als bei vielen Programmiersprachen. Bei einer Portierung auf eine bestimmte Betriebssystem-Plattform muss das gesamte Mozilla-XUL-Toolkit auf die neue Plattform portiert werden. Im Gegenzug benötigen nach einer derartigen Portierung XUL-basierte Programme keine speziellen Anpassungen mehr, was die Entwicklung von betriebssystemunabhängigen Anwendungen stark vereinfacht.
Nachteilig ist, dass durch den zusätzlichen Aufwand des Verarbeitens der XUL-Dateien und die notwendigen Berechnungen des Layouts und des Erscheinungsbildes die Verarbeitungs- und Darstellungsgeschwindigkeit häufig langsamer ist als bei nativen Benutzeroberflächen. Da die Betriebssystem-spezifischen Steuerelemente per CSS nachgebildet werden müssen, kann es Unterschiede in Aussehen und Verhalten der Benutzeroberfläche gegenüber nativen Programmen geben.

## Aufbau einer XUL-Datei
Eine einfache XUL-Datei könnte so aussehen:
| <?xml version="1.0"?> <?xml-stylesheet href="chrome://global/skin/" type="text/css"?> <window id="sample-window" title="Beispiel" xmlns="http://www.mozilla.org/keymaster/gatekeeper/there.is.only.xul"> <vbox> <checkbox label="CheckBox"/> <hbox> <spacer flex="1"/> <button label="OK"/> <button label="Abbrechen"/> </hbox> </vbox> </window> |

## XUL-basierte Anwendungen
- ActiveState Komodo IDE (IDE für JavaScript, Mason, Perl, PHP, Python, Ruby, Ruby on Rails, Tcl, XBL, XML, XPCOM, XSLT und XUL) und Open Komodo Project
- Bluegriffon – Nachfolger von Kompozer
- Celtx
- Cyclone3
- die Software der Begleit-CD des Oxford Advanced Learner’s Dictionary
- die visuelle Programmierumgebung Orchestra (Symphony OS)
- Flock (Browser)
- Google AdWords-Editor
- Instantbird – auf XUL- und libpurple-basierender Instant Messenger
- Joost
- KompoZer – HTML-Editor (Nachfolger von Nvu)
- Mozilla Application Suite
- Mozilla Firefox
- Mozilla Sunbird
- Mozilla Thunderbird
- Nightingale
- Pale Moon
- Pencil Project – grafisches GUI-Entwurfsprogramm.
- Postbox – auf Mozilla Thunderbird-basierender Mailclient
- Premiere Desktop TV-Guide (elektronische Programmzeitschrift)
- SeaMonkey
- Songbird
- Spicebird
- TomTom Home
- Twibs – Content-Management-System basierend auf Java und XUL
- XUL Explorer – IDE zum Erstellen von XUL Applikationen
- XULPlayer – auf XUL- und MPlayer-basierender Media Player
- Vodafone Widget Packager – Entwicklungswerkzeug für Widgets

## Referenzen auf Ghostbusters
Die Abkürzung XUL verweist auf den Film Ghostbusters, in dem der Geist des Halbgottes Zuul, der Dana Barrett in Besitz genommen hat, behauptet: There is no Dana, there is only Zuul. Die Entwickler von XUL übernahmen diesen Satz leicht modifiziert als There is no data, there is only XUL. und wiesen damit auf die (damals) ungewöhnliche Eigenschaft von XUL als XML-Sprache hin, keine Daten oder Dokumente zu enthalten, sondern eine Benutzeroberfläche zu beschreiben.
Weitere Referenzen auf den Film Ghostbusters kann man an der XML-Namespace-URI http://www.mozilla.org/keymaster/gatekeeper/there.is.only.xul ablesen, die sich am Anfang von jeder XUL-Datei befindet. Keymaster und Gatekeeper beziehen sich hier auch auf Charaktere aus dem Film. Ruft man die Adresse im Webbrowser auf, erscheint der zuvor genannte Satz There is no data, there is only XUL.
In Mozilla-Software befinden sich nicht nur in XUL Hinweise auf „Ghostbusters“. Auch Venkman, der JavaScript-Debugger des Projektes, ist nach einer Figur aus Ghostbusters benannt.

## Techniken mit ähnlichem Konzept
Inzwischen gibt es auch andere XML-basierte Formate, die eine Benutzeroberfläche beschreiben, wodurch die namenstehende XUL-Eigenschaft heute nicht mehr so ungewöhnlich ist (vgl. vorheriges Kapitel):
- AUIML
- eNode
- JavaFX besitzt mit FXML eine XML-Sprache zur Beschreibung der GUI.[5]
- Microsoft verfolgt ein ähnliches Konzept mit seiner Beschreibungssprache XAML. XAML ist ein grundlegendes Konzept in der Windows Presentation Foundation sowie von Silverlight und kann auch mit der Windows Runtime genutzt werden.
- NeXTs Implementierung des MVC-Modells hat die Beschreibung der GUI in NIB-Dateien gespeichert, aus denen die Anwendung die Oberfläche zur Laufzeit initialisierte. Allerdings wurden darin sowohl die grafischen Eigenschaften, als auch die Logik der GUI beschrieben. Das Konzept wurde in Apples macOS fortgeführt und verwendet seit XCode 3.0 XML-Dateien.
- UIML
- XForms
- ZUL aus dem ZK OSS